# Heterotrypus funambula
Heterotrypus funambula är en insektsart som beskrevs av Henri Saussure 1878. Heterotrypus funambula ingår i släktet Heterotrypus och familjen syrsor. Inga underarter finns listade i Catalogue of Life.